# Carly Hill
Carly Hill (née le 6 mars 1986 à Beaconsfield dans la province de Québec au Canada) est une joueuse canadienne retraitée de hockey sur glace qui jouait en ligue élite féminine. Elle remporte deux fois la Coupe Clarkson avec l'équipe des Canadiennes de Montréal, en 2012 et 2017.

## Biographie
Hill commence à jouer au hockey dès l'âge de 9 ans. Elle pratique auparavant la ringuette dès l'âge de 5 ans. Avec l'équipe de hockey du Québec, elle remporte une médaille d'argent aux Jeux du Canada d'hiver 2003.

### En club

#### Ligue universitaire
Hill joue pendant cinq ans (2006 à 2011) avec les Martlets de McGill où elle aide son équipe à gagner trois championnats de la SIC (2008, 2009 et 2011),.

#### LCHF
Elle joue sa première saison avec les Stars de Montréal dans la Ligue canadienne de hockey féminin en 2011-2012. Son rôle dans l'équipe est défensif bien qu'en 22 matchs joués, elle marque un but et inscrit six mentions d'assistance. Lors des séries éliminatoires de la Coupe Clarkson, les Stars de Montréal affrontent les Blades de Boston. Alors que les deux équipes sont à égalité 4 à 4 après les trois périodes réglementaires, Hill effectue une passe rapide pendant les prolongations à Caroline Ouellette qui marque le but gagnant. Avec cette victoire, les Stars éliminent Boston et passent en finale de la Coupe Clarkson.

### Au niveau international
Membre de l'équipe universitaire nationale canadienne,  Hill remporte une médaille d'or à deux des Jeux universitaires mondiaux (2009 et 2011).

## Statistiques

### En club
| Saison      | Équipe                  | Ligue              |     | Saison régulière | Saison régulière | Saison régulière | Saison régulière | Saison régulière |   | Séries éliminatoires | Séries éliminatoires | Séries éliminatoires | Séries éliminatoires | Séries éliminatoires |
| Saison      | Équipe                  | Ligue              | PJ  | B                | A                | Pts              | Pun              | PJ               | B | A                    | Pts                  | Pun                  |                      |                      |
| 2005-2006   | Avalanche du Québec     | LNHF (1999-2007)   | 2   | 0                | 1                | 1                | 0                |                  |   |                      |                      |                      |                      |                      |
|             |                         |                    |     |                  |                  |                  |                  |                  |   |                      |                      |                      |                      |                      |
| 2011-2012   | Stars de Montréal       | LCHF               | 22  | 1                | 6                | 7                | 22               | 4                | 0 | 4                    | 4                    | 2                    |                      |                      |
| 2012-2013   | Stars de Montréal       | LCHF               | 23  | 0                | 12               | 12               | 18               | 4                | 0 | 0                    | 0                    | 0                    |                      |                      |
| 2013-2014   | Stars de Montréal       | LCHF               | 20  | 1                | 8                | 9                | 6                | 3                | 0 | 0                    | 0                    | 0                    |                      |                      |
| 2014-2015   | Stars de Montréal       | LCHF               | 14  | 0                | 1                | 1                | 2                | 3                | 0 | 3                    | 3                    | 2                    |                      |                      |
| 2015-2016   | Canadiennes de Montréal | LCHF               | 22  | 0                | 6                | 6                | 8                | 3                | 0 | 0                    | 0                    | 0                    |                      |                      |
| 2016-2017   | Canadiennes de Montréal | LCHF               | 18  | 0                | 10               | 10               | 16               | -                | - | -                    | -                    | -                    |                      |                      |
| 2017-2018   | Hertz                   | Siam Hockey League | 15  | 3                | 3                | 6                | 0                | 2                | 0 | 0                    | 0                    | 0                    |                      |                      |
| 2018-2019   | Novotel Spitefires      | Siam Hockey League | 16  | 0                | 9                | 9                | 0                | 2                | 0 | 0                    | 0                    | 0                    |                      |                      |
| Totaux LCHF | Totaux LCHF             | Totaux LCHF        | 119 | 2                | 43               | 45               | 72               | 17               | 0 | 7                    | 7                    | 4                    |                      |                      |